# Goethekaufhaus

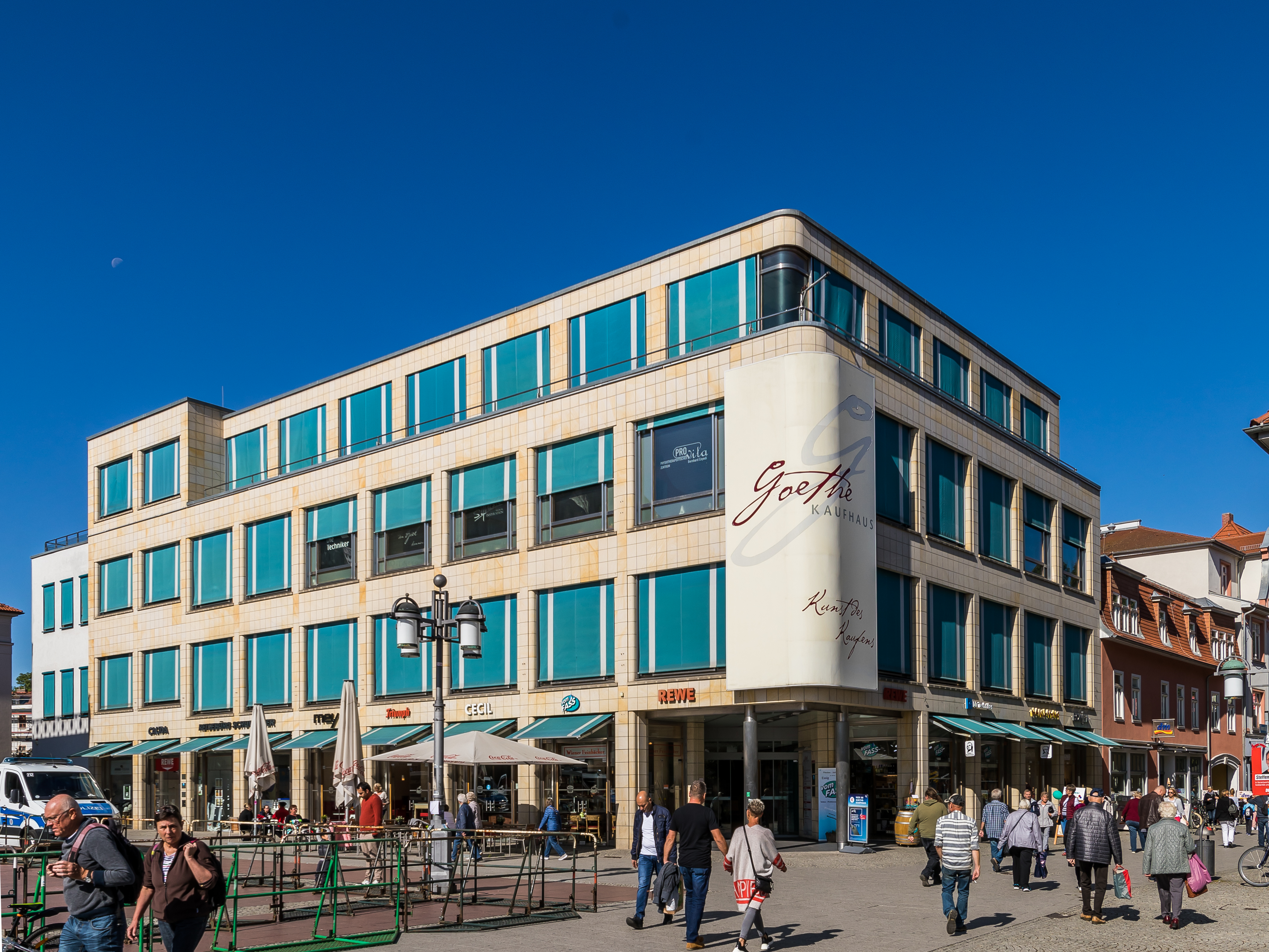
Goethekaufhaus

Das alte Hoftheater vor dem Abriss; rechts das Möbelhaus Bosse um 1905

Das Goethekaufhaus trägt die Hausnummer Theaterplatz 2 a in Weimar. Es befindet sich an der Ecke Theaterplatz/Wielandstraße. Es liegt an exponierter Stelle gegenüber dem Deutschen Nationaltheater, dem Wittumspalais und dem Goethe- und Schiller-Denkmal.

## Geschichte
In dem 1896 Jahr errichtete Tapezierer Friedrich August Bosse (1850–1917) ein Gebäude am Theaterplatz, welches unter Wohnungseinrichtungen August Bosse firmierte. Damit entstand für die Möbelfabrik Hermann Scheidemantel, die seit 1894 in der Schillerstraße 14 war, eine gewisse Konkurrenz. Ab 1903 war Hugo Bosse Inhaber, der die dortige Werkstatt führte. Hugo Bosse (1876–1945) vergrößerte Werkstatt durch Anbau eines Werkstatthauses für die Polsterei und Dekoration, also Innenarchitektur. Im 1907 kam eine Tischlerei hinzu. Das Möbelhaus stattete sogar Schlösser, Herrensitze aus, da Bosse Hoftapezierer war. Diese Firma wurde bei Henry van de Velde auch erwähnt. Sie standen wohl auch in geschäftlicher Beziehung miteinander. An der Nordseite des Platzes gab es ab etwa 1930 das Kaufhaus Hepprich & Kabisch, das bis zum Ende der DDR-Zeit mit dem Namen HeKa, als Abkürzung für Hepprich Kabisch bekannt war. Das Haus hatte zunächst in der DDR-Zeit den Verlust seiner Fassadenverzierung über sich ergehen lassen müssen. Nach der Wende wurde es 1995 schließlich abgerissen und bis 1996 das Geschäftshaus Goethekaufhaus errichtet, welches das entkernte ehemalige Wohnhaus Christoph Martin Wielands (1733–1813) mit einschloss. An das einstige Wohnhaus Wielands erinnert eine Gedenktafel. Die Modernisierungen und Umbauten, die bis 2007 erfolgten, plante das Architekturbüro Tietz. Es gibt Pläne den Eingangsbereich wieder umzugestalten.
Das Goethekaufhaus gehört wie das Schillerkaufhaus und weitere Einzelhandelsstätten in Thüringen zu der rund 6000 Mitglieder zählenden Unternehmensgruppe Konsumgenossenschaft Weimar.